# Taifalos

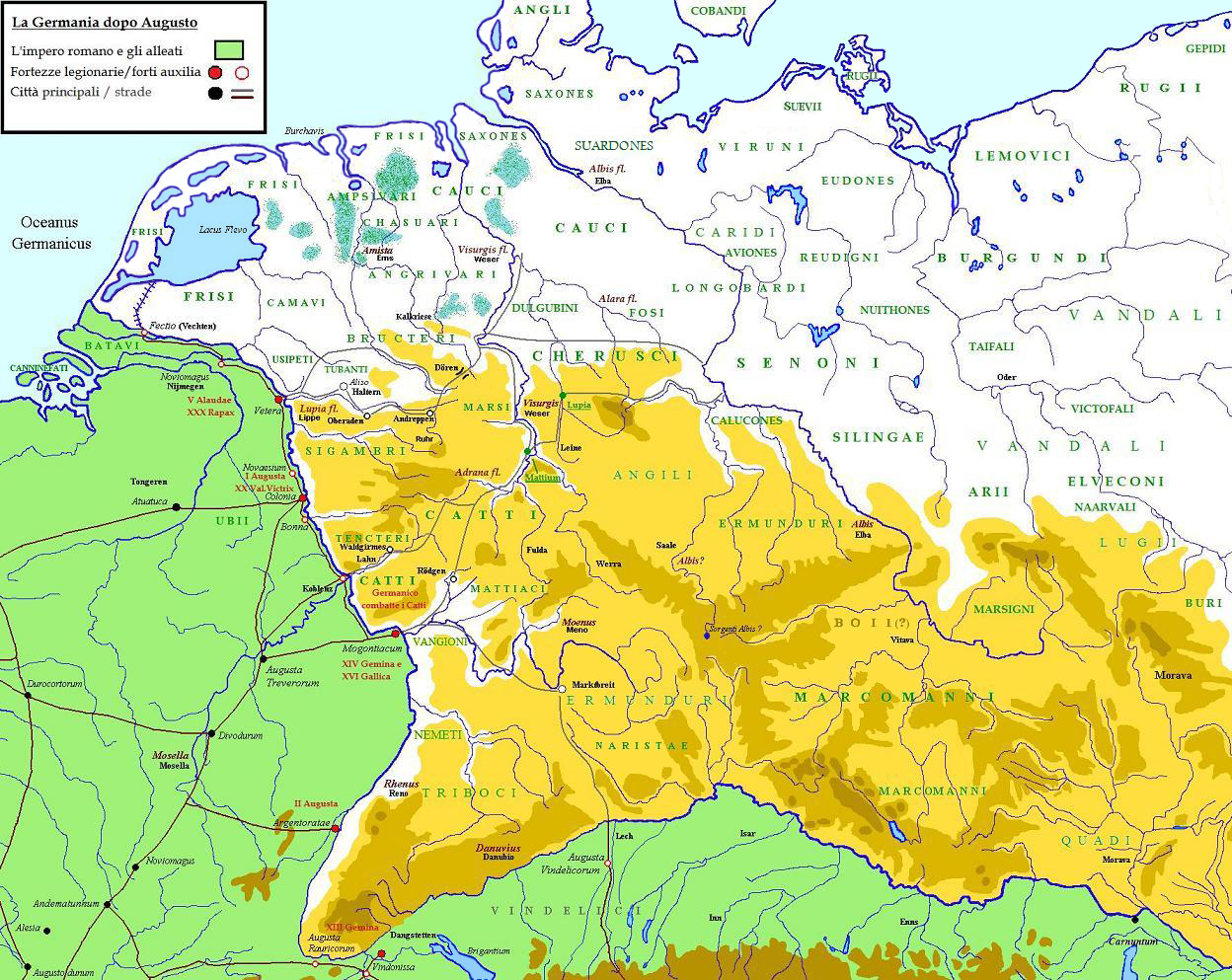
Mapa de las tribus bárbaras.

Los taifalos o taifales (taifalae) fueron un pueblo bárbaro que se asentó durante el Imperio romano tardío (siglo V) en el Poitou. Sirvieron en el ejército romano y después en el de los merovingios, en el papel de dediticii y laeti. Se trataba de un pueblo nómada y belicoso, que combatía preferentemente con la caballería.

## Historia
Una de las primeras menciones de los taifalos los ubica en el séquito del rey godo Cniva durante su campaña en Dacia y Mesia en los años 250 y siguientes. Parece que estaban relacionados con los sármatas, más que con los germanos. A finales del siglo III se asentaron junto al Danubio, en ambas vertientes de los Cárpatos, compartiendo territorio con los godos. En 328, después de que Constantino I conquistase la Oltenia, los taifalos parece que aprovecharon para establecerse en Frigia. Posteriormente, parte de los taifalos se unieron a las hordas heterogéneas acaudilladas por los godos, en pos de penetrar en el Imperio Romano, evitando así las consecuencias temidas de la llegada de los hunos. Más tarde se instalaron en la Italia septentrional (Módena, Parma, Reggio Emilia, Emilia-Romaña) y Aquitania, aprovechando los pactos establecidos con el Imperio Romano de Occidente. Por fuentes de época mucho más tardía, se tiene constancia de que pervivían aún como grupo étnico diferenciado durante la dominación merovingia de la Galia en el siglo VI.